# タンブラー (犬種)
タンブラー（英：Tumbler）とは、イギリスのイングランド原産のデコイ猟用の犬種である。別名カニス・サルタトール（英：Canis Saltator）。現在は絶滅種である。

## 歴史
1400年ごろに作出された古い犬種で、イングリッシュ・グレイハウンドや小型のラーチャー、地上でネズミなどを取るタイプのテリアなどを交配させて作られたといわれている。タンブラーはデコイ猟という変わった狩猟方法で獲物を捕らえたが、本種はデコイ猟犬のなかでも最も優秀なものであったと伝えられている。まずタンブラーは水鳥やウサギの巣の近くで放たれ、はしゃぎまわったりぐるぐると自らの尾を追うように回転したり、転げまわったりして不思議な行動をとる。水鳥やウサギは集まリ、初めのうちはこの犬の事を捕食者として警戒するが、まるで狩猟に関心のないような行動にすっかり惑わされ、安心しきってタンブラーの近くにまで寄ってくる。そのチャンスを見計らってタンブラーは一瞬で獲物を仕留めるのである。すばやい動きと噛む力の強さを生かした連続攻撃が得意で、一度に数匹（数羽）の獲物を獲得する事が出来る。なお、仕留めた獲物を咥えて主人のところへ持っていくリトリービング（回収）能力も併せ持っている。初めに行うバカ犬になったような無造作な行動は、全て計算しつくされた行動であるということは、どの獲物も気付くことができない。
本種は本来このようなデコイ猟に使われているが、サイトハント（視覚猟）やセントハント（嗅覚猟）、さらには牧羊犬として使役される事もあり曲芸も仕込めるほど賢い犬種であったため、デコイ猟が廃れた後も生き延びる事が出来た。しかし、1850年代頃に絶滅寸前となり、その後も何とかギリギリ生き延びる事が出来たが、2度の世界大戦を生き延びる事が出来ずに絶滅してしまった。現在タンブラーの血を引く犬が生存しているかどうかはよく分かっていない。

## 特徴
サイトハウンドタイプの犬種で、マズル・首・胴・脚・尾が長い。コートはスムースコートが主流だが、少し長いラフコートタイプのものもいた。毛色の制限は無い。耳は立ち耳で尾はサーベル形の垂れ尾で、ラフコート個体は尾に飾り毛がある。目は大きく、耳の形を除けばウィペットに近い容姿をしている。サイズは中型犬サイズで、性格は忠実で明るく大人しく、かなり知的であったといわれている。訓練やしつけの飲み込みはとても早く、学習能力と状況判断力に長けている。

## 参考
『デズモンド・モリスの犬種事典』デズモンド・モリス著書、福山英也、大木卓訳 誠文堂新光社、2007年